# Удрешть (Димбовіца)
Удрешть, Удрешті (рум. Udrești) — село у повіті Димбовіца в Румунії. Входить до складу комуни Улмі.
Село розташоване на відстані 70 км на північний захід від Бухареста, 4 км на південь від Тирговіште, 145 км на північний схід від Крайови, 86 км на південь від Брашова.

## Населення
За даними перепису населення 2002 року у селі проживали 198 осіб, усі — румуни. Усі жителі села рідною мовою назвали румунську.